# Brian Stapleton
Brian Gregory Stapleton (* 25. Dezember 1951 in Fort Erie, Ontario) ist ein ehemaliger kanadischer Eishockeyspieler, der im Verlauf seiner aktiven Karriere zwischen 1974 und 1977 unter anderem 244 Spiele für die Fort Wayne Komets und Dayton Gems in der International Hockey League (IHL) auf der Position des rechten Flügelstürmers bestritten hat. Darüber hinaus absolvierte Stapleton, der mit den Dayton Gems im Jahr 1976 den Turner Cup gewann, in der Saison 1975/76 eine Partie für die Washington Capitals in der National Hockey League (NHL).

## Karriere
Stapleton verbrachte zwischen 1971 und 1974 zunächst drei Jahre an der Brown University, wo er während seines Studiums parallel für die Eishockeymannschaft der Universität in der ECAC Hockey, einer Division im Spielbetrieb der National Collegiate Athletic Association (NCAA), aktiv war. Dort bestritt er in dem dreijährigen Zeitraum insgesamt 73 Spiele und sammelte dabei 66 Scorerpunkte.
Nach den drei Jahren entschied sich der Flügelspieler im Sommer 1974 in den Profibereich zu wechseln. Er schloss sich den Fort Wayne Komets aus der International Hockey League (IHL) an, wechselte jedoch im Verlauf der Saison 1974/75 im Januar 1975 in einem Transfergeschäft zum Ligakonkurrenten Dayton Gems. Dort lief der Stürmer die folgenden zweieinhalb Spielzeiten bis zu seinem Karriereende im Sommer 1977 auf und gewann mit der Mannschaft im Jahr 1976 den Turner Cup der IHL. Darüber hinaus kam Stapleton zu Beginn des Spieljahres 1976/77 im Oktober 1976 auf Basis eines kurzzeitigen Probevertrags zu einem Einsatz bei den Washington Capitals aus der National Hockey League (NHL).

## Erfolge und Auszeichnungen
- 1976 Turner-Cup-Gewinn mit den Dayton Gems

## Karrierestatistik
(Legende zur Spielerstatistik: Sp oder GP = absolvierte Spiele; T oder G = erzielte Tore; V oder A = erzielte Assists; Pkt oder Pts = erzielte Scorerpunkte; SM oder PIM = erhaltene Strafminuten; +/− = Plus/Minus-Bilanz; PP = erzielte Überzahltore; SH = erzielte Unterzahltore; GW = erzielte Siegtore; 1 Play-downs/Relegation; Kursiv: Statistik nicht vollständig)